# Петров, Иван Фёдорович (генерал-лейтенант)
Иван Фёдорович Петров (24 сентября 1897, Щипцово, Ярославская губерния — 27 июля 1994, Москва) — советский военный деятель, организатор науки и образования, генерал-лейтенант авиации (1942), кандидат технических наук (1940), доцент, первый ректор МФТИ.

## Биография
Родился в 1897 году в деревне Щипцово в 17 км от Ярославля (ныне — в Ярославском районе Ярославской области) в крестьянской семье. В 1908 году после окончания трёх классов церковно-приходской школы работал в Ярославле в переплётной мастерской, затем — рабочим на частном свинцово-белильном заводе. В 1911 году начал работать в речном пароходстве. Плавал матросом от Рыбинска до Астрахани, зимой занимался ремонтом двигателей.

### Военная и государственная служба
С 1916 года — в Русской императорской армии. Матрос во Втором Балтийском Флотском Экипаже. В 1917 году принимает участие в штурме Зимнего дворца, а с 27 октября в составе 1-го красногвардейского отряда под командованием Павла Дыбенко — в боях с казаками под Пулковом, Гатчиной, Александровским.
В декабре 1917 года окончил Машинную школу БФ с дипломом авиамеханика № 1640 и направлен под Петроград в Красное Село в школу воздушного боя.
В 1920 году окончил военную школу морских лётчиков в Самаре.
В 1923—1925 — морской лётчик-инструктор 1-го класса Севастопольской школы морской авиации.
В 1929 году завершил обучение в Военно-воздушной академии Рабоче-крестьянской Красной Армии имени профессора Н. Е. Жуковского.
В 1929—1940 годах работал лётчиком-испытателем в Научно-исследовательском институте военно-воздушных сил, в 1939—1940 был заместителем начальника института. Проводил государственные испытания самолётов Н. Н. Поликарпова и А. Н. Туполева, летал на 137 типах самолётов.
С июня 1940 по май 1941 — начальник Центрального аэрогидродинамического института.
В 1941 году — заместитель командующего ВВС Рабоче-крестьянской Красной Армии. В конце августа — начале сентября 1941 года руководил одной из первых воздушных операций советских ВВС в начавшейся Великой Отечественной войне: воздушной операцией против 2-й танковой группы Гудериана, проводимой силами ВВС Брянского фронта и частью сил Дальней авиации в ходе Рославльско-Новозыбковской операции.
В 1942—1947 годах — начальник Научно-исследовательского института гражданского воздушного флота, в 1947—1951 годах — начальник Лётно-исследовательского института.

### Деятельность в области высшего образования

Портрет на станции метро «Физтех»

Когда летом 1951 года был издан приказ о роспуске физико-технического факультета МГУ, академик А. А. Дородницын, зная любовь Сталина к авиации, попросил помощи Петрова, своего друга и сослуживца по ЦАГИ. После чего Петров обратился лично к Сталину, был им принят и получил такой ответ: «Зачем же мы будем восстанавливать факультет, который только что распустили. Давайте создадим новый институт со следующими факультетами…». Далее по тексту воспоминаний Петров продолжает уже от себя: «Было очевидно, что он над этим вопросом думал раньше, поэтому наше предложение и нашло столь быструю поддержку».
Петрова, как обратившегося и имевшего до того опыт руководящей работы в авиации (директор ЦАГИ, начальник ГНИИ ГВФ, начальник ЛИИ и др.), в 1952 году назначили первым директором, а позже — первым ректором Московского физико-технического института (МФТМ), уже как самостоятельного учебного заведения, а не факультета МГУ. МФТИ он и руководил до 1962 года и внёс значимый вклад в становление института . Была разработана новая система обучения, модернизирована учебно-научная база, были открыты военная кафедра, спортлагерь и спортклуб, построена новая столовая, профилакторий и поликлиника, начат выпуск газеты «За науку», начато жилищное строительство. После выхода на пенсию в 1962 году Петров продолжал работать в МФТИ проректором по общим вопросам и старшим преподавателем.

### Смерть

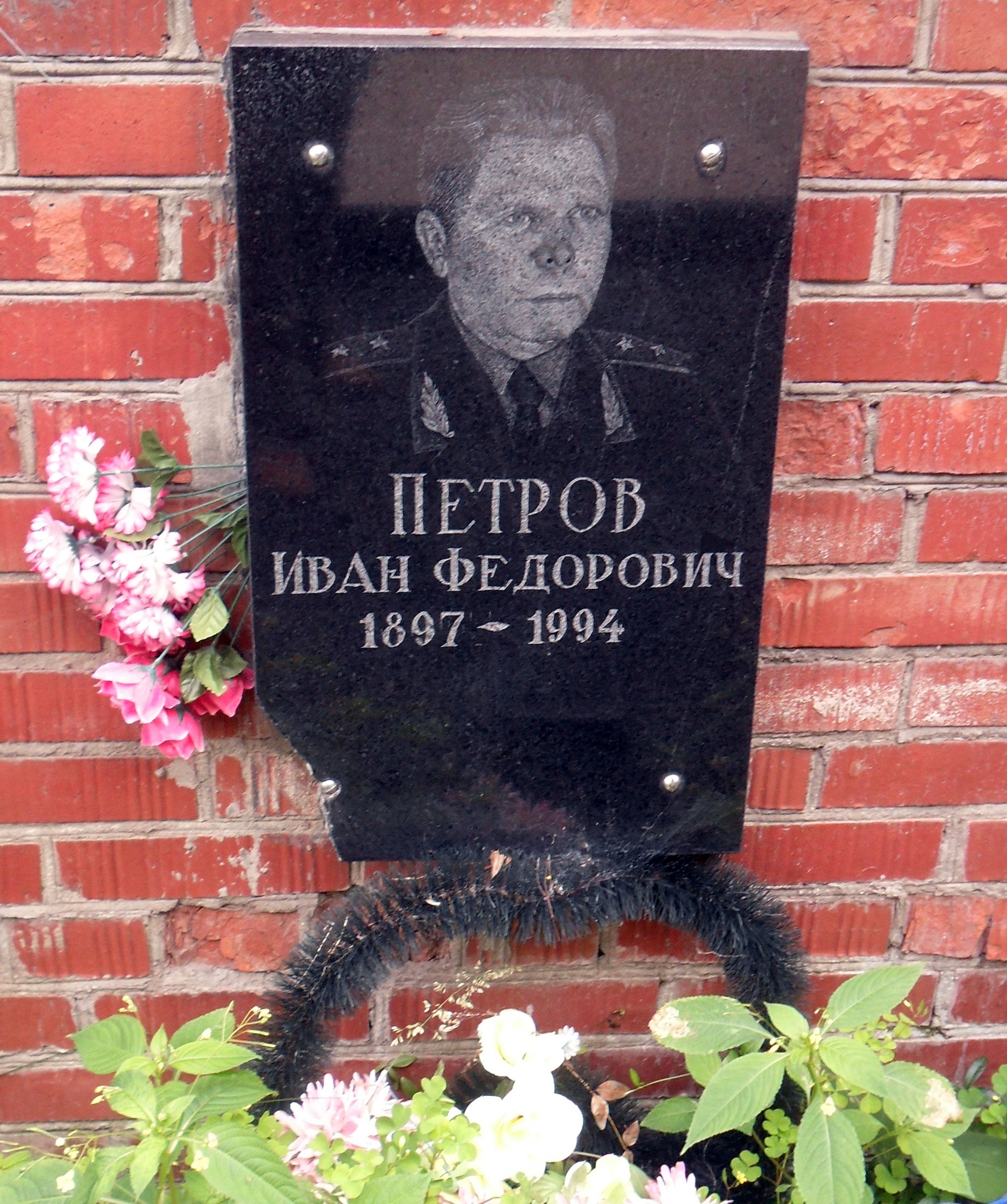
Плита колумбария Быковского кладбища

Иван Фёдорович Петров умер 27 июля 1994 года; похоронен на Быковском мемориальном кладбище.

## Награды и звания
- Награждён 3 орденами Ленина, орденом Октябрьской Революции, 3 орденами Красного Знамени, 2 орденами Отечественной войны 1-й степени, орденом Трудового Красного Знамени, 2 орденами Красной Звезды, медалями[8]
- Почётный гражданин города Долгопрудный, звание присвоено решением Долгопрудненского городского Совета депутатов Московской области № 369 от 13.10.1987 года.

## Память
Портрет И. Ф. Петрова выполнен на одной из колонн подземного зала станции метро Физтех.

## Высказывания
Командовать легко, управлять трудно.

## Интересные факты
- И. Ф. Петров потребовал от основных теоретиков в ЦАГИ: М. В. Келдыша, В. П. Ветчинкина, С. А. Христиановича, А. А. Дородницына, И. В. Остославского, Г. П. Свищёва, С. Н. Шишкина обучиться (под руководством инструктора) умению летать на самолётах, что и было сделано[10].
- В МФТИ с 1958 по 1961 годы И. Ф. Петров и И. Т. Спирин устроили для студентов лётную практику в Монино на самолётах Ли-2, Як-12, Як-18У и планёрах[11].